# VTK (format de fichier)
Le format de fichier VTK est utilisé dans la boîte à outils de visualisation (VTK) et le logiciel ParaView pour décrire les résultats de simulation pour l'infographie 3D, le traitement de données et la visualisation.
Le format repose sur la notion de maillage :
- si l'objet à représenter est une surface, celle-ci est découpée en cellules de type triangles, quadrilatères ou polygones quelconques ;
- si l'objet à représenter est un solide, celui-ci est découpé en cellules de type tétraèdres, hexaèdres ou polyèdres quelconques. On parle alors de maillage volumique.

Ce format est le miroir du modèle de données défini par VTK, et supporte les grilles régulières (ImageData, extension .vti), rectilinéaires (RectilinearGrid, .vtr), structurées (StructuredGrid, .vts), mais aussi les données non structurées: PolyData (.vtp) et UnstructuredGrid (.vtu). La différence entre ces deux derniers formats repose sur le nombre de types de cellules différentes supportées: le PolyData ne peut comporter que des points, lignes, polygones et des bandes de triangles, alors que l'UnstructuredGrid peut comporter des cellules volumiques variées.
Il existe en réalité trois formats séparés qui peuvent être écrits et lus par VTK et ParaView.
- le format dit « héritage » (legacy), qui est un format dont l'en-tête est en ASCII ; l'extension de nom de fichier est .vtk ; l'utilisation de ce format n'est plus conseillée pour des raisons d'optimisation de performances en lecture et en taille de stockage.
- le format pseudo-XML ; l'extension de nom de fichier varie selon le type de maillage utilisé, par exemple .vti pour un maillage de type cubique (« i » comme image, référence à une image matricielle) ou .vtu pour un maillage non structuré. Ce format peut être utilisé dans un contexte distribué, utilisant une donnée partitionnée. L'extension utilisée est alors préfixée d'un p, par exemple .pvtu pour un maillage non structuré partitionné. Une donnée évoluant dans le temps peut être écrite comme une suite de fichiers numérotés et ouverte ainsi dans ParaView.
- le format VTKHDF, basé sur HDF5, utilisant l'extension unique .vtkhdf [2]. Ce format supporte également la lecture parallèle, les maillages évoluant dans le temps et les maillages statiques. Ce format tend à remplacer les précédents, proposant un support unique pour des types de données variés supportés par VTK.

On trouve aussi l'extension .vtk sur certain fichiers d'enregistrement GPS.